# Oxdjupet

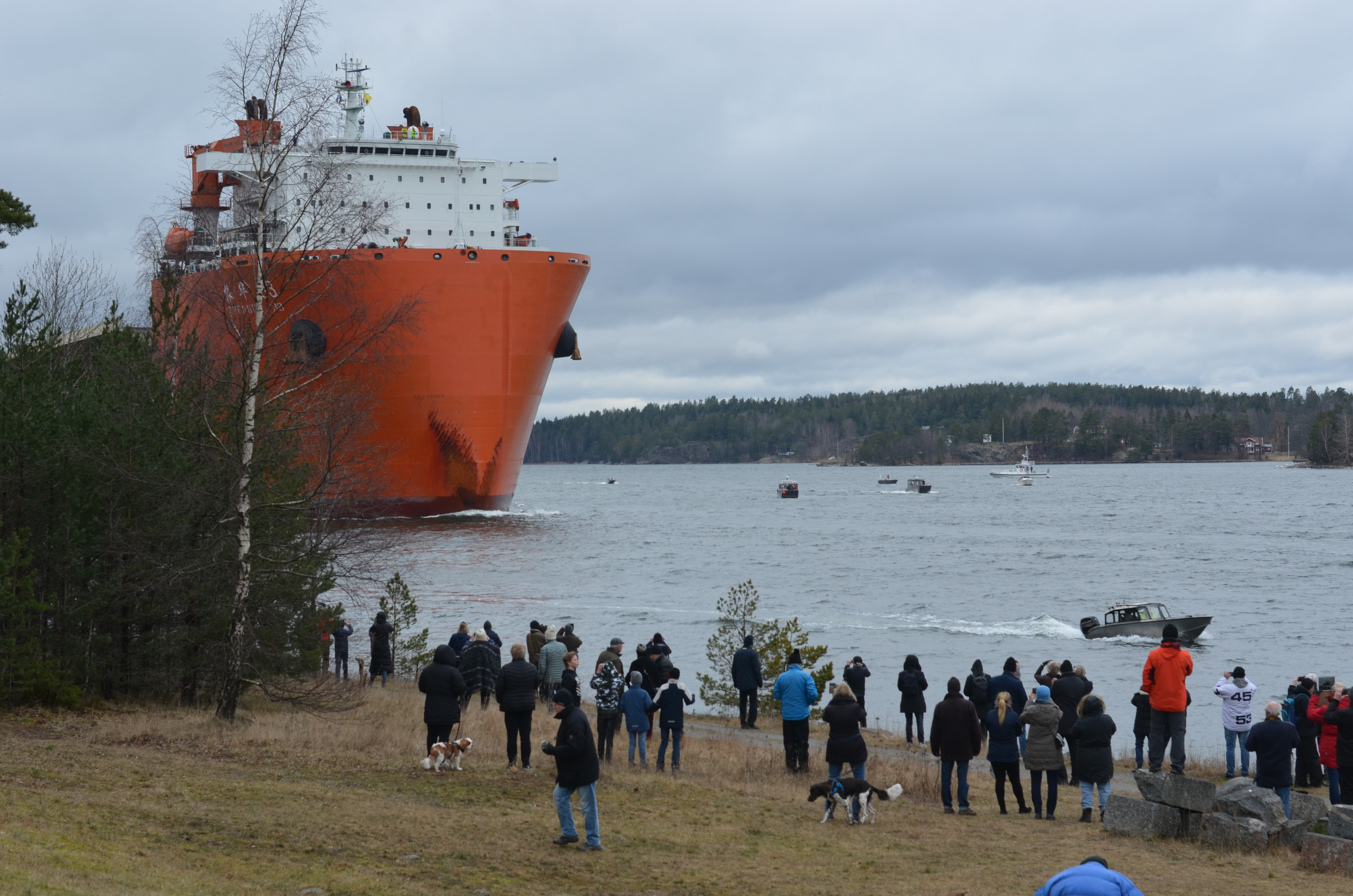
Det bredaste fartyg som passerat Oxdjupet, M/S Zhen Hua 33 med 43 meters bredd och 13,5 meters djupgående, på väg in i Oxdjupet den 11 mars 2020 nedanför Oskar-Fredriksborg

Oxdjupet är ett sund i Stockholms skärgård mellan Rindö och Värmdö. Det är en huvudfartygsled in till Stockholm. Sundets bredd är vid sitt smalaste ställe cirka 180 meter och djupet varierar mellan 38 och 17 meter. Oxdjupet trafikeras av Trafikverkets vägfärjor mellan Rindö och Värmdö (Oxdjupsleden).

## Historik
Det trånga sundet i farleden hade tidigare stort militärstrategiskt värde. Redan 1549 hade Gustav Vasa beordrat att djupet skulle försänkas för att leda om större trafik förbi Vaxholm i Kodjupet, där man nyligen uppfört en skans med ett stentorn. År 1659 fortsatte försänkningsförsöken med planen att sänka de två kasserade örlogsskeppen Tu Lejon och Neptunus som hade kopplats ihop. Det misslyckades på grund av att en storm fick fartygen att driva iväg och sjunka på fel ställe. Under detta och de följande åren sänktes dock en rad skepp (Recompens, Engelen, Äpplet, Göteborg, Nettelbladet och det erövrade danska skeppet Tre Löver, och möjligen fler) och från 1667 förordnades det att så snart ett skepp inte var värt att reparera så skulle det sänkas i Oxdjupet. År 1675 sänktes exempelvis regalskeppet Kronan II och dokumenterades på en karta genom Johan Peter Kirstenius. Försänkningen blev dock aldrig fullständig och efter Rysshärjningarna i skärgården beslöt man 1723 att anlägga Fredriksborgs fästning på östra sidan om sundet. Fästningen stod klar 1735 och bestod av Strandverket samt det då högre Oxdjupstornet på platån. Fästningen förföll successivt och togs ut drift på 1830-talet då Oxdjupet försänktes. Fredriksborg är idag hotell och restaurang.
Efter studier och utredningar beslöt man att modernisera försvaret vid Vaxholm med ett nytt modernt kastell. Byggarbetena påbörjades 1833 och 1839 fullföljdes den tidigare försänkningen av Oxdjupet. Vid 1800-talets mitt kunde man gå mellan Rindö och Värmdö. De vapentekniska landvinningarna medförde dock till att kastellets konstruktion snart var föråldrad, samtidigt som de allt större och djupgående handelsfartygen hade svårt att navigera i Kodjupet vid Vaxholm. 1867 års befästningskommitté föreslog därför att Oxdjupet åter skulle muddras för sjöfarten och att försvaret på Rindösidan skulle förstärkas och permanentas. År 1879 rensades sundet i samband med att Oskar-Fredriksborgs fästning stod färdigt för sundets försvar. Oskar Fredriksborg var aktivt fram till 1925 då hela Vaxholmslinjen beslöts läggas ner. Fortet användes fram till 1980-talet som bl.a. minverkstad. Försvaret på Rindö lades sedermera ned år 2005. Oskar Fredriksborg och Fredriksborgs fästningar är idag statliga byggnadsminnen och ägs av SFV. 

## Historisk karta

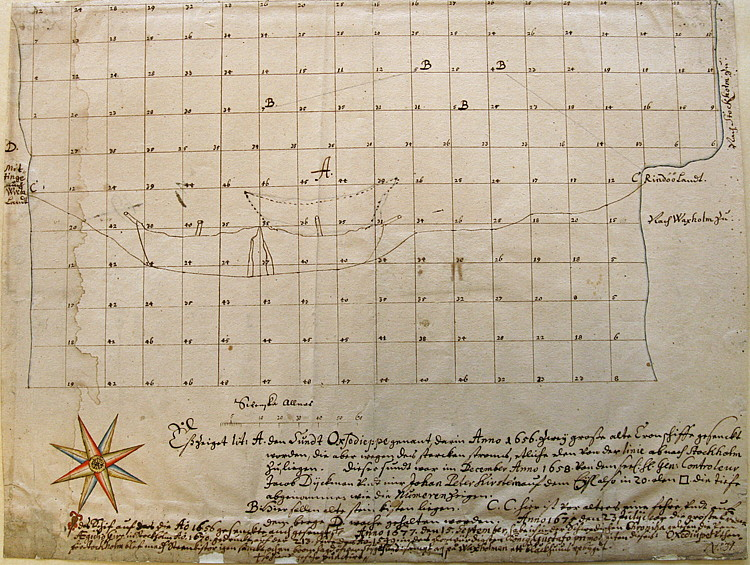
Johan Peter Kirstenius karta över Oxdjupet, upprättad mellan 1677 och 1682 (norr är nedåt). Kartan finns i original på Krigsarkivet. Karttexten handlar om sänkningen av regalskeppet Kronan II i Oxdjupet 1675. Översättning och tolkning av den tyska texten finns på bildens beskrivningssida.